# Life's What You Make It (Talk Talk)
Life's What You Make It è un brano musicale scritto da Mark Hollis e da Tim Friese-Greene per il gruppo dei Talk Talk, pubblicato nel 1986 come singolo estratto dal terzo album della band The Colour of Spring.

## Il singolo
In Australia, Belgio, Germania, Olanda, Nuova Zelanda e Sudafrica la pubblicazione del singolo fu anticipata alla fine del 1985. Nel resto del mondo il singolo fu pubblicato in diverse edizioni tra il 1986 e il 1991.
Il brano fu uno degli ultimi registrati per l'album The Colour of Spring, poiché il management della band non individuò abbastanza brani che potessero diventare dei singoli di successo. Pur essendo inizialmente scettici, Mark Hollis e Tim Friese-Greene accettarono di registrare un nuovo brano come sfida. Il singolo raggiunse la top 20 in numerose classifiche europee: in particolare, arrivò all'undicesimo posto in Olanda, al quattordicesimo in Italia e al sedicesimo nel Regno Unito (fu uno dei pochi brani dei Talk Talk ad avere successo nel loro Paese).
Life's What You Make It si distingue dal resto della discografia dei Talk Talk per il caratteristico ritmo di batteria e percussioni e per il giro di pianoforte, che si ripete sempre identico e sostituisce il basso elettrico, ma soprattutto per il riff di chitarra realizzato da David Rhodes.

## Formazione
- Mark Hollis - voce, pianoforte
- Lee Harris - batteria
- Paul Webb - seconda voce
- Tim Friese-Greene - organo Hammond, mellotron

Musicisti ospiti
- David Rhodes - chitarra
- Martin Ditcham - percussioni

## Tracce
Versione 1985
7" single
1. Life's What You Make It — 4:25
2. It's Getting Late in the Evening — 5:47

12" maxi
1. Life's What You Make It (extended version) — 6:39
2. It's Getting Late in the Evening — 5:47

Versione 1986
2 x 12" maxi - UK
1. Life's What You Make It (extended version) — 8:16
2. It's Getting Late in the Evening — 5:43
3. It's My Life (12" remix) — 6:16
4. Does Caroline Know? — 4:33
5. It's My Life (7" version) — 3:50

12 maxi - U.S.
1. Life's What You Make It (extended mix) — 6:54
2. It's Getting Late in the Evening (7" version) — 5:44
3. Life's What You Make It (dub version) — 6:06

## Cover
Il 7 ottobre 2016 il gruppo alternative rock Placebo ha pubblicato una cover di questa canzone nell'EP Life's What You Make It.